# Moritz Wilhelm Müller

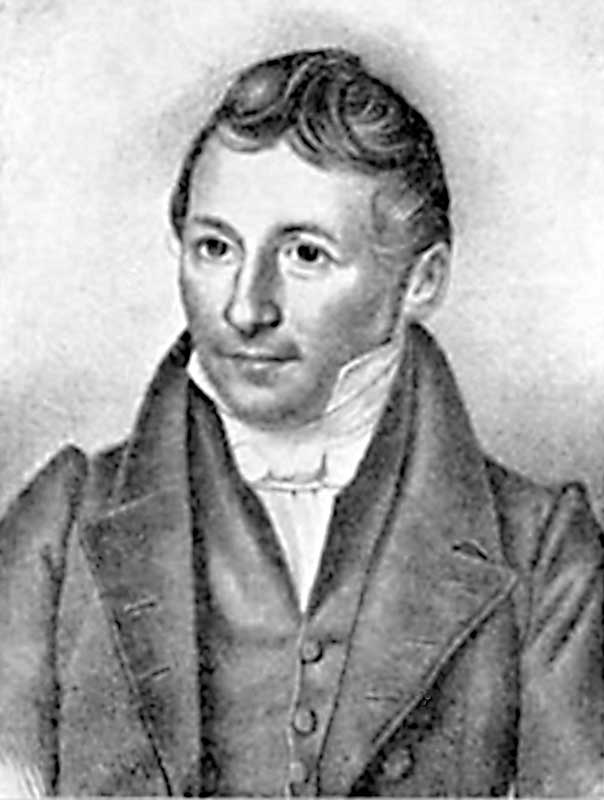
Moritz Wilhelm Müller

Moritz Wilhelm Müller (* 11. August 1784 in Klebitz; † 23. November 1849 in Leipzig) war ein deutscher Mediziner und gilt als Pionier der Homöopathie.

## Leben
Moritz Wilhelm Müller war ein Sohn des Klebitzer Pfarrers Augustus Müller (* 1. Oktober 1745 in Bergwitz; † 8. November 1801 in Klebitz) und dessen Frau Benjamina Sophie Groß. Er stammte aus einem alten sächsischen Pfarrergeschlecht, welches über verwandtschaftliche Beziehungen einige bedeutende Persönlichkeiten nachweisen kann. So könnte man hier ohne weiteres die Namen seiner Großtante Ernestine Christine Reiske, seinen Großonkel Gottlieb Müller oder den entfernten Verwandten Karl Ludwig Nitzsch nennen.
Wie damals nicht unüblich, hatte er die erste Ausbildung vom Vater erhalten. Im Alter von elf Jahren bezog er das Gymnasium in Torgau, welches er bis zu seinem siebzehnten Lebensjahr besuchte. Am 9. Oktober 1800 immatrikulierte er sich an der Universität Wittenberg und widmete sich einem Studium der medizinischen Wissenschaften. Hier hatte er die Vorlesungen zur Physiologie bei Wilhelm Traugott Krug und die der anderen Medizinischen Spezialwissenschaften bei Friedrich Ludwig Kreysig, Burkhard Wilhelm Seiler und Johann Friedrich Erdmann besucht. Hier lernte er auch Georg August Benjamin Schweikert als Freund kennen, der sich damals um eine Hochschullehrertätigkeit bemühte und ihn später für die Homöopathie begeistern sollte. Nachdem Müller am 27. März 1804 sein Examen pro canditura med. absolviert hatte und Wittenberg als unbrauchbar für seine Entwicklung ansah, wechselte er im einundzwanzigsten Lebensjahr an die Universität Leipzig. 
In Leipzig wurde er Assistent am Jakobshospital und Unterarzt. Ende November 1809 übertrug ihm der Magistrat und die Universität die vikarische Leitung der Einrichtung. Nachdem Müller sich am 23. Dezember 1809 den akademischen Grad eines Magisters erworben hatte, promovierte er am 19. Januar 1810 mit der Abhandlung de febre inflamatoria zum Doktor der Medizin. Müller habilitierte sich 1812 als Privatdozent, hatte in Leipzig eine eigene Praxis übernommen und während der Koalitionskriege beteiligte er sich im Umfeld von Leipzig an der medizinischen Versorgung der Bevölkerung. Am 31. Oktober 1814 heiratete er Rosetta Neus, aus welcher Ehe der Sohn Dr. Clotar Müller bekannt ist und eine Tochter, die einen gewissen Dr. Kurzel heiratete.
1820 wurde Müller zum Anhänger der neuen reformierten Heilkunst der Homöopathie und 1829 erster Leiter des Deutschen Zentralvereins Homöopathischer Ärzte Er hielt ab 1829 Vorlesungen an der Universität Leipzig zum Thema Leipziger Halbhomöopath, Zwitter und Bastard-Homöopath. Im Januar 1833 wurde er erster Leiter des ersten homöopathischen Leipziger Krankenhauses in der Johannesvorstadt in der Glockenstr. 1. Jedoch die damaligen Auseinandersetzungen der führenden Homöopathen um Samuel Hahnemann veranlassten ihn im September desselben Jahres seine Stellung niederzulegen. Diese Auseinandersetzungen trübten auch das Verhältnis zu seinem langjährigen Mitstreiter Schweikart. Fortan engagierte er sich für den 1834 gegründeten freien Verein für Homöopathie, für den er bis zu seinem Lebensende tätig war. Müller gilt als Gründer der naturwissenschaftlich-kritischen Richtung der Homöopathie, einer freien statt reinen Homöopathie, die auch antipathisch-palliative Prinzipien zulässt. Müller war auch Mitglied der Naturforschenden Gesellschaft zu Leipzig.
Müller war der Hausarzt von Robert Schumann und seiner Frau Clara.

## Werke
- De schola Lipsiensium clinica. 1809
- Zur Geschichte der Homöopathie. 1830, 1837
- Die Cholera morbus oder kurze Geschichte des Ursprunges und Verlaufes der indischen epidemischen Brechruhr wie sie seit dem Jahre 1817 geherrscht hat, nebst ihrer Heilart und den gegen sie schützenden Vorsichtsmassregeln für Gebildete aller Stände. 1831